# Tour de Dubai 2017
La 4.ª edición del Tour de Dubai se celebró entre el 31 de enero y el 4 de febrero de 2017 en el emirato de Dubái sobre un recorrido de 691 km después de la anulación de la 4.ª etapa.
La carrera formó parte del calendario UCI Asia Tour 2017 en su máxima categoría 2.HC.
La carrera fue ganada por segundo año consecutivo por el alemán Marcel Kittel del equipo Quick-Step Floors. Kittel ganó tres de las cuatro etapas corridas, ganando cómodamente la clasificación de puntos como resultado - mientras que en la otra etapa, Kittel estuvo involucrado en una escaramuza con Andriy Hrivko, lo que resultó que el ciclista del Astana fuera expulsado de la carrera.  Kittel ganó la general por 18 segundo al ciclista del Lotto NL-Jumbo Dylan Groenewegen, quién también ganó la clasificación de los jóvenes. El podio fue completado por el compatriota de Kittel John Degenkolb.

## Equipos participantes
Tomaron parte en la carrera 16 equipos. 10 de categoría UCI ProTeam; 4 de categoría Profesional Continental; y 1 de categoría Continental; y la Selección de Emiratos Árabes. Formando así un pelotón de 124 ciclistas, de 8 corredores por equipo.
| WorldTeams (10)- Astana - Bahrain-Merida - BMC Racing Team - Dimension Data - Lotto NL-Jumbo - Movistar Team - Quick-Step Floors - Sky - Trek-Segafredo - UAE Abu Dhabi Equipos continentales profesionales (4)- Aqua Blue Sport - Bardiani CSF - Novo Nordisk - Wilier Triestina-Selle Italia Equipo continental- ONE Pro Cycling Equipo nacional- Emiratos Árabes Unidos |
| |

## Etapas
| Etapa     | Fecha     | Recorrido              | type            | Distancia (km) | Ganador        | Líder         |
| --------- | --------- | ---------------------- | --------------- | -------------- | -------------- | ------------- |
| 1.ª etapa | 31 de ene | Dubái – Palma Jumeirah | etapa llana     | 181            | Marcel Kittel  | Marcel Kittel |
| 2.ª etapa | 1 de feb  | Dubái – Ras al-Jaima   | etapa llana     | 188            | Marcel Kittel  | Marcel Kittel |
| 3.ª etapa | 2 de feb  | Dubái – Fuyaira        | etapa llana     | 200            | John Degenkolb | Marcel Kittel |
| 4.ª etapa | 3 de feb  | Dubái – Hatta          | etapa escarpada | 109            | Etapa anulada  | Marcel Kittel |
| 5.ª etapa | 4 de feb  | Dubái – Dubái          | etapa llana     | 124            | Marcel Kittel  | Marcel Kittel |

### Etapa 1
| \| Clasificación de la etapa \| Clasificación de la etapa \| Clasificación de la etapa \| Clasificación de la etapa \| Clasificación de la etapa \| \| Ciclista \| Ciclista \| Equipo \| Tiempo \| \| \| ------------------------- \| ------------------------- \| ------------------------- \| ------------------------- \| ------------------------- \| \| 1.º \| Marcel Kittel \| Quick-Step Floors \| 4 h 06 min 33 s \| \| \| 2.º \| Dylan Groenewegen \| LottoNL-Jumbo \| + 0 s \| \| \| 3.º \| Mark Cavendish \| Dimension Data \| + 0 s \| \| \| 4.º \| John Degenkolb \| Trek-Segafredo \| + 0 s \| \| \| 5.º \| Sacha Modolo \| UAE Abu Dhabi \| + 0 s \| \| \| 6.º \| Elia Viviani \| Team Sky \| + 0 s \| \| \| 7.º \| Jean-Pierre Drucker \| BMC Racing Team \| + 0 s \| \| \| 8.º \| Simone Consonni \| UAE Abu Dhabi \| + 0 s \| \| \| 9.º \| Steele Von Hoff \| ONE Pro Cycling \| + 0 s \| \| \| 10.º \| Adam Blythe \| Aqua Blue Sport \| + 0 s \| \| |                     |                   |                 |
| |                     |                   |                 |
| Fuente: ProCyclingStats |                     |                   |                 |
| Clasificación de la etapa |                     |                   |                 |
| Ciclista | Ciclista            | Equipo            | Tiempo          |
| 1.º | Marcel Kittel       | Quick-Step Floors | 4 h 06 min 33 s |
| 2.º | Dylan Groenewegen   | LottoNL-Jumbo     | + 0 s           |
| 3.º | Mark Cavendish      | Dimension Data    | + 0 s           |
| 4.º | John Degenkolb      | Trek-Segafredo    | + 0 s           |
| 5.º | Sacha Modolo        | UAE Abu Dhabi     | + 0 s           |
| 6.º | Elia Viviani        | Team Sky          | + 0 s           |
| 7.º | Jean-Pierre Drucker | BMC Racing Team   | + 0 s           |
| 8.º | Simone Consonni     | UAE Abu Dhabi     | + 0 s           |
| 9.º | Steele Von Hoff     | ONE Pro Cycling   | + 0 s           |
| 10.º | Adam Blythe         | Aqua Blue Sport   | + 0 s           |

| \| Clasificación general \| Clasificación general \| Clasificación general \| Clasificación general \| Clasificación general \| \| Ciclista \| Ciclista \| Equipo \| Tiempo \| \| \| --------------------- \| --------------------- \| --------------------- \| --------------------- \| --------------------- \| \| 1.º \| Marcel Kittel \| Quick-Step Floors \| 4 h 06 min 23 s \| \| \| 2.º \| Nicola Boem \| Bardiani CSF \| + 3 s \| \| \| 3.º \| Dylan Groenewegen \| LottoNL-Jumbo \| + 4 s \| \| \| 4.º \| Thomas Stewart \| ONE Pro Cycling \| + 4 s \| \| \| 5.º \| Mark Cavendish \| Dimension Data \| + 6 s \| \| \| 6.º \| Silvan Dillier \| BMC Racing Team \| + 6 s \| \| \| 7.º \| John Degenkolb \| Trek-Segafredo \| + 10 s \| \| \| 8.º \| Sacha Modolo \| UAE Abu Dhabi \| + 10 s \| \| \| 9.º \| Elia Viviani \| Team Sky \| + 10 s \| \| \| 10.º \| Jean-Pierre Drucker \| BMC Racing Team \| + 10 s \| \| |                     |                   |                 |
| |                     |                   |                 |
| Fuente: ProCyclingStats |                     |                   |                 |
| Clasificación general |                     |                   |                 |
| Ciclista | Ciclista            | Equipo            | Tiempo          |
| 1.º | Marcel Kittel       | Quick-Step Floors | 4 h 06 min 23 s |
| 2.º | Nicola Boem         | Bardiani CSF      | + 3 s           |
| 3.º | Dylan Groenewegen   | LottoNL-Jumbo     | + 4 s           |
| 4.º | Thomas Stewart      | ONE Pro Cycling   | + 4 s           |
| 5.º | Mark Cavendish      | Dimension Data    | + 6 s           |
| 6.º | Silvan Dillier      | BMC Racing Team   | + 6 s           |
| 7.º | John Degenkolb      | Trek-Segafredo    | + 10 s          |
| 8.º | Sacha Modolo        | UAE Abu Dhabi     | + 10 s          |
| 9.º | Elia Viviani        | Team Sky          | + 10 s          |
| 10.º | Jean-Pierre Drucker | BMC Racing Team   | + 10 s          |

### Etapa 2
| \| Clasificación de la etapa \| Clasificación de la etapa \| Clasificación de la etapa \| Clasificación de la etapa \| Clasificación de la etapa \| \| Ciclista \| Ciclista \| Equipo \| Tiempo \| \| \| ------------------------- \| ------------------------- \| ----------------------------- \| ------------------------- \| ------------------------- \| \| 1.º \| Marcel Kittel \| Quick-Step Floors \| 4 h 25 min 33 s \| \| \| 2.º \| Dylan Groenewegen \| LottoNL-Jumbo \| + 0 s \| \| \| 3.º \| Jakub Mareczko \| Wilier Triestina-Selle Italia \| + 0 s \| \| \| 4.º \| John Degenkolb \| Trek-Segafredo \| + 0 s \| \| \| 5.º \| Sacha Modolo \| UAE Abu Dhabi \| + 0 s \| \| \| 6.º \| Juanjo Lobato \| LottoNL-Jumbo \| + 0 s \| \| \| 7.º \| Mark Cavendish \| Dimension Data \| + 0 s \| \| \| 8.º \| Riccardo Minali \| Astana \| + 0 s \| \| \| 9.º \| Marco Maronese \| Bardiani CSF \| + 0 s \| \| \| 10.º \| Adam Blythe \| Aqua Blue Sport \| + 0 s \| \| |                   |                               |                 |
| |                   |                               |                 |
| Fuente: ProCyclingStats |                   |                               |                 |
| Clasificación de la etapa |                   |                               |                 |
| Ciclista | Ciclista          | Equipo                        | Tiempo          |
| 1.º | Marcel Kittel     | Quick-Step Floors             | 4 h 25 min 33 s |
| 2.º | Dylan Groenewegen | LottoNL-Jumbo                 | + 0 s           |
| 3.º | Jakub Mareczko    | Wilier Triestina-Selle Italia | + 0 s           |
| 4.º | John Degenkolb    | Trek-Segafredo                | + 0 s           |
| 5.º | Sacha Modolo      | UAE Abu Dhabi                 | + 0 s           |
| 6.º | Juanjo Lobato     | LottoNL-Jumbo                 | + 0 s           |
| 7.º | Mark Cavendish    | Dimension Data                | + 0 s           |
| 8.º | Riccardo Minali   | Astana                        | + 0 s           |
| 9.º | Marco Maronese    | Bardiani CSF                  | + 0 s           |
| 10.º | Adam Blythe       | Aqua Blue Sport               | + 0 s           |

| \| Clasificación general \| Clasificación general \| Clasificación general \| Clasificación general \| Clasificación general \| \| Ciclista \| Ciclista \| Equipo \| Tiempo \| \| \| --------------------- \| ------------------------ \| ----------------------------- \| --------------------- \| --------------------- \| \| 1.º \| Marcel Kittel \| Quick-Step Floors \| 8 h 31 min 46 s \| \| \| 2.º \| Dylan Groenewegen \| LottoNL-Jumbo \| + 8 s \| \| \| 3.º \| Nicola Boem \| Bardiani CSF \| + 13 s \| \| \| 4.º \| Jean-Pierre Drucker \| BMC Racing Team \| + 14 s \| \| \| 5.º \| Thomas Stewart \| ONE Pro Cycling \| + 14 s \| \| \| 6.º \| Mark Cavendish \| Dimension Data \| + 16 s \| \| \| 7.º \| Jakub Mareczko \| Wilier Triestina-Selle Italia \| + 16 s \| \| \| 8.º \| Yousef Mirza Bani Hammad \| UAE Abu Dhabi \| + 16 s \| \| \| 9.º \| Silvan Dillier \| BMC Racing Team \| + 16 s \| \| \| 10.º \| Peter Williams \| ONE Pro Cycling \| + 19 s \| \| |                          |                               |                 |
| |                          |                               |                 |
| Fuente: ProCyclingStats |                          |                               |                 |
| Clasificación general |                          |                               |                 |
| Ciclista | Ciclista                 | Equipo                        | Tiempo          |
| 1.º | Marcel Kittel            | Quick-Step Floors             | 8 h 31 min 46 s |
| 2.º | Dylan Groenewegen        | LottoNL-Jumbo                 | + 8 s           |
| 3.º | Nicola Boem              | Bardiani CSF                  | + 13 s          |
| 4.º | Jean-Pierre Drucker      | BMC Racing Team               | + 14 s          |
| 5.º | Thomas Stewart           | ONE Pro Cycling               | + 14 s          |
| 6.º | Mark Cavendish           | Dimension Data                | + 16 s          |
| 7.º | Jakub Mareczko           | Wilier Triestina-Selle Italia | + 16 s          |
| 8.º | Yousef Mirza Bani Hammad | UAE Abu Dhabi                 | + 16 s          |
| 9.º | Silvan Dillier           | BMC Racing Team               | + 16 s          |
| 10.º | Peter Williams           | ONE Pro Cycling               | + 19 s          |

### Etapa 3
| \| Clasificación de la etapa \| Clasificación de la etapa \| Clasificación de la etapa \| Clasificación de la etapa \| Clasificación de la etapa \| \| Ciclista \| Ciclista \| Equipo \| Tiempo \| \| \| ------------------------- \| --------------------------- \| ------------------------- \| ------------------------- \| ------------------------- \| \| 1.º \| John Degenkolb \| Trek-Segafredo \| 4 h 03 min 08 s \| \| \| 2.º \| Reinardt Janse van Rensburg \| Dimension Data \| + 0 s \| \| \| 3.º \| Sonny Colbrelli \| Bahrain-Merida \| + 0 s \| \| \| 4.º \| Juanjo Lobato \| LottoNL-Jumbo \| + 0 s \| \| \| 5.º \| Riccardo Minali \| Astana \| + 0 s \| \| \| 6.º \| Jean-Pierre Drucker \| BMC Racing Team \| + 0 s \| \| \| 7.º \| Elia Viviani \| Team Sky \| + 0 s \| \| \| 8.º \| Dylan Groenewegen \| LottoNL-Jumbo \| + 0 s \| \| \| 9.º \| Adam Blythe \| Aqua Blue Sport \| + 0 s \| \| \| 10.º \| Daniele Bennati \| Movistar Team \| + 0 s \| \| |                             |                 |                 |
| |                             |                 |                 |
| Fuente: ProCyclingStats |                             |                 |                 |
| Clasificación de la etapa |                             |                 |                 |
| Ciclista | Ciclista                    | Equipo          | Tiempo          |
| 1.º | John Degenkolb              | Trek-Segafredo  | 4 h 03 min 08 s |
| 2.º | Reinardt Janse van Rensburg | Dimension Data  | + 0 s           |
| 3.º | Sonny Colbrelli             | Bahrain-Merida  | + 0 s           |
| 4.º | Juanjo Lobato               | LottoNL-Jumbo   | + 0 s           |
| 5.º | Riccardo Minali             | Astana          | + 0 s           |
| 6.º | Jean-Pierre Drucker         | BMC Racing Team | + 0 s           |
| 7.º | Elia Viviani                | Team Sky        | + 0 s           |
| 8.º | Dylan Groenewegen           | LottoNL-Jumbo   | + 0 s           |
| 9.º | Adam Blythe                 | Aqua Blue Sport | + 0 s           |
| 10.º | Daniele Bennati             | Movistar Team   | + 0 s           |

| \| Clasificación general \| Clasificación general \| Clasificación general \| Clasificación general \| Clasificación general \| \| Ciclista \| Ciclista \| Equipo \| Tiempo \| \| \| --------------------- \| --------------------------- \| ----------------------------- \| --------------------- \| --------------------- \| \| 1.º \| Marcel Kittel \| Quick-Step Floors \| 12 h 34 min 54 s \| \| \| 2.º \| Dylan Groenewegen \| LottoNL-Jumbo \| + 8 s \| \| \| 3.º \| John Degenkolb \| Trek-Segafredo \| + 10 s \| \| \| 4.º \| Nicola Boem \| Bardiani CSF \| + 13 s \| \| \| 5.º \| Jean-Pierre Drucker \| BMC Racing Team \| + 14 s \| \| \| 6.º \| Reinardt Janse van Rensburg \| Dimension Data \| + 14 s \| \| \| 7.º \| Alex Dowsett \| Movistar Team \| + 14 s \| \| \| 8.º \| Thomas Stewart \| ONE Pro Cycling \| + 14 s \| \| \| 9.º \| Jakub Mareczko \| Wilier Triestina-Selle Italia \| + 16 s \| \| \| 10.º \| Mark Cavendish \| Dimension Data \| + 16 s \| \| |                             |                               |                  |
| |                             |                               |                  |
| Fuente: ProCyclingStats |                             |                               |                  |
| Clasificación general |                             |                               |                  |
| Ciclista | Ciclista                    | Equipo                        | Tiempo           |
| 1.º | Marcel Kittel               | Quick-Step Floors             | 12 h 34 min 54 s |
| 2.º | Dylan Groenewegen           | LottoNL-Jumbo                 | + 8 s            |
| 3.º | John Degenkolb              | Trek-Segafredo                | + 10 s           |
| 4.º | Nicola Boem                 | Bardiani CSF                  | + 13 s           |
| 5.º | Jean-Pierre Drucker         | BMC Racing Team               | + 14 s           |
| 6.º | Reinardt Janse van Rensburg | Dimension Data                | + 14 s           |
| 7.º | Alex Dowsett                | Movistar Team                 | + 14 s           |
| 8.º | Thomas Stewart              | ONE Pro Cycling               | + 14 s           |
| 9.º | Jakub Mareczko              | Wilier Triestina-Selle Italia | + 16 s           |
| 10.º | Mark Cavendish              | Dimension Data                | + 16 s           |

### Etapa 4
- Etapa anulada por condiciones climáticas

### Etapa 5
| \| Clasificación de la etapa \| Clasificación de la etapa \| Clasificación de la etapa \| Clasificación de la etapa \| Clasificación de la etapa \| \| Ciclista \| Ciclista \| Equipo \| Tiempo \| \| \| ------------------------- \| ------------------------- \| ------------------------- \| ------------------------- \| ------------------------- \| \| 1.º \| Marcel Kittel \| Quick-Step Floors \| 2 h 34 min 12 s \| \| \| 2.º \| Elia Viviani \| Team Sky \| + 0 s \| \| \| 3.º \| Riccardo Minali \| Astana \| + 0 s \| \| \| 4.º \| Mark Cavendish \| Dimension Data \| + 0 s \| \| \| 5.º \| John Degenkolb \| Trek-Segafredo \| + 0 s \| \| \| 6.º \| Sacha Modolo \| UAE Abu Dhabi \| + 0 s \| \| \| 7.º \| Jean-Pierre Drucker \| BMC Racing Team \| + 0 s \| \| \| 8.º \| Paolo Simion \| Bardiani CSF \| + 0 s \| \| \| 9.º \| Sonny Colbrelli \| Bahrain-Merida \| + 0 s \| \| \| 10.º \| Dylan Groenewegen \| LottoNL-Jumbo \| + 0 s \| \| |                     |                   |                 |
| |                     |                   |                 |
| Fuente: ProCyclingStats |                     |                   |                 |
| Clasificación de la etapa |                     |                   |                 |
| Ciclista | Ciclista            | Equipo            | Tiempo          |
| 1.º | Marcel Kittel       | Quick-Step Floors | 2 h 34 min 12 s |
| 2.º | Elia Viviani        | Team Sky          | + 0 s           |
| 3.º | Riccardo Minali     | Astana            | + 0 s           |
| 4.º | Mark Cavendish      | Dimension Data    | + 0 s           |
| 5.º | John Degenkolb      | Trek-Segafredo    | + 0 s           |
| 6.º | Sacha Modolo        | UAE Abu Dhabi     | + 0 s           |
| 7.º | Jean-Pierre Drucker | BMC Racing Team   | + 0 s           |
| 8.º | Paolo Simion        | Bardiani CSF      | + 0 s           |
| 9.º | Sonny Colbrelli     | Bahrain-Merida    | + 0 s           |
| 10.º | Dylan Groenewegen   | LottoNL-Jumbo     | + 0 s           |

## Clasificaciones finales

### Clasificación general
La clasificación final fue la siguiente:
| \| Clasificación general \| Clasificación general \| Clasificación general \| Clasificación general \| Clasificación general \| \| Ciclista \| Ciclista \| Equipo \| Tiempo \| \| \| --------------------- \| --------------------------- \| --------------------- \| --------------------- \| --------------------- \| \| 1.º \| Marcel Kittel \| Quick-Step Floors \| 15 h 08 min 56 s \| \| \| 2.º \| Dylan Groenewegen \| LottoNL-Jumbo \| + 18 s \| \| \| 3.º \| John Degenkolb \| Trek-Segafredo \| + 20 s \| \| \| 4.º \| Jean-Pierre Drucker \| BMC Racing Team \| + 24 s \| \| \| 5.º \| Elia Viviani \| Team Sky \| + 24 s \| \| \| 6.º \| Thomas Stewart \| ONE Pro Cycling \| + 24 s \| \| \| 7.º \| Riccardo Minali \| Astana \| + 26 s \| \| \| 8.º \| Mark Cavendish \| Dimension Data \| + 26 s \| \| \| 9.º \| Reinardt Janse van Rensburg \| Dimension Data \| + 27 s \| \| \| 10.º \| Alex Dowsett \| Movistar Team \| + 27 s \| \| |                             |                   |                  |
| |                             |                   |                  |
| Fuente: ProCyclingStats |                             |                   |                  |
| Clasificación general |                             |                   |                  |
| Ciclista | Ciclista                    | Equipo            | Tiempo           |
| 1.º | Marcel Kittel               | Quick-Step Floors | 15 h 08 min 56 s |
| 2.º | Dylan Groenewegen           | LottoNL-Jumbo     | + 18 s           |
| 3.º | John Degenkolb              | Trek-Segafredo    | + 20 s           |
| 4.º | Jean-Pierre Drucker         | BMC Racing Team   | + 24 s           |
| 5.º | Elia Viviani                | Team Sky          | + 24 s           |
| 6.º | Thomas Stewart              | ONE Pro Cycling   | + 24 s           |
| 7.º | Riccardo Minali             | Astana            | + 26 s           |
| 8.º | Mark Cavendish              | Dimension Data    | + 26 s           |
| 9.º | Reinardt Janse van Rensburg | Dimension Data    | + 27 s           |
| 10.º | Alex Dowsett                | Movistar Team     | + 27 s           |

## Evolución de las clasificaciones
| Etapa (Vencedor)           | Clasificación general | Clasificación por puntos | Clasificación de las metas volantes | Clasificación de los jóvenes |
| -------------------------- | --------------------- | ------------------------ | ----------------------------------- | ---------------------------- |
| 1.ª etapa (Marcel Kittel)  | Marcel Kittel         | Marcel Kittel            | Nicola Boem                         | Dylan Groenewegen            |
| 2.ª etapa (Marcel Kittel)  | Marcel Kittel         | Marcel Kittel            | Nicola Boem                         | Dylan Groenewegen            |
| 3.ª etapa (John Degenkolb) | Marcel Kittel         | Marcel Kittel            | Nicola Boem                         | Dylan Groenewegen            |
| 4.ª etapa Etapa Anulada    | Marcel Kittel         | Marcel Kittel            | Nicola Boem                         | Dylan Groenewegen            |
| 5.ª etapa (Marcel Kittel)  | Marcel Kittel         | Marcel Kittel            | Nicola Boem                         | Dylan Groenewegen            |
| Final                      | Marcel Kittel         | Marcel Kittel            | Nicola Boem                         | Dylan Groenewegen            |

## UCI World Ranking
El Tour de Dubai otorga puntos para el UCI America Tour 2017 y el UCI World Ranking, este último para corredores de los equipos en las categorías UCI ProTeam, Profesional Continental y Equipos Continentales. Las siguientes tablas son el baremo de puntuación y los corredores que obtuvieron puntos:
| Posición              | 1.ª | 2.ª | 3.ª | 4.ª | 5.ª | 6.ª | 7.ª | 8.ª | 9.ª | 10.ª |
| Clasificación general | 200 | 150 | 125 | 100 | 85  | 70  | 60  | 50  | 40  | 35   |
| Por etapa             | 20  | 10  | 5   |     |     |     |     |     |     |      |
| Líder                 | 5   |     |     |     |     |     |     |     |     |      |

| Clasificación | Clasificación               | Clasificación     | Clasificación | Clasificación | Clasificación | Clasificación |
| Posición      | Ciclista                    | Equipo            | General       | Etapa         | Líder         | Total         |
| ------------- | --------------------------- | ----------------- | ------------- | ------------- | ------------- | ------------- |
| 1.º           | Marcel Kittel               | Quick-Step Floors | 200           | 60            | 20            | 280           |
| 2.º           | Dylan Groenewegen           | LottoNL-Jumbo     | 150           | 20            | -             | 170           |
| 3.º           | John Degenkolb              | Trek-Segafredo    | 125           | 20            | -             | 145           |
| 4.º           | Jean-Pierre Drucker         | BMC Racing        | 100           | -             | -             | 100           |
| 5.º           | Elia Viviani                | Sky               | 85            | 10            | -             | 95            |
| 6.º           | Thomas Stewart              | ONE Pro Cycling   | 70            | -             | -             | 70            |
| 7.º           | Riccardo Minali             | Astana            | 60            | 5             | -             | 65            |
| 8.º           | Mark Cavendish              | Dimension Data    | 50            | 5             | -             | 55            |
| 9.º           | Reinardt Janse van Rensburg | Dimension Data    | 40            | 10            | -             | 50            |
| 10.º          | Alex Dowsett                | Movistar          | 35            | -             | -             | 35            |